# Суворова, Маргарита Николаевна
Маргарита Николаевна Суворова (4 сентября 1938, Зура, Удмуртская АССР — 16 июля 2014, Москва, Россия) — советская и российская эстрадная певица. Народная артистка Российской Федерации (2001).
Обладая голосом широкого диапазона (четыре октавы), большим дыханием, ровным звуковедением, смогла найти на эстраде свою индивидуальную манеру исполнения.

## Биография
Родилась 4 сентября 1938 года в селе Зура, Удмуртия.
В шесть лет выступила в будущем Ижевском оперном театре в роли русалочки в опере «Русалка». В 1960 году молодая певица — лауреат Всероссийского конкурса артистов эстрады, на котором она исполнила песни «Московские окна» и «Купите фиалки». В 1966 году окончила Музыкально-педагогический институт имени Гнесиных (класс вокала Полины Львовны Трониной). Затем училась во Всероссийской творческой мастерской театрального искусства имени Маслюкова у Ирмы Яунзем.
После окончания института работала в Московском театре миниатюр (вместе с Марком Захаровым, Рудольфом Рудиным, Мариной Полбенцевой) в спектакле «Неужели вы не замечали?» (музыка Микаэла Таривердиева), а также выступала с концертами в Мосэстраде.
В 1965 году Маргарита Суворова выступила на фестивале советской эстрадной песни.
В 1966 году в Мурманске на радио вышли три радиоспектакля (по рассказам Юрия Казакова из книги «Голубое и зелёное»), где Маргарита Суворова сыграла роль Маньки и роль графини вместе с артистом Юрием Волковым (он же режиссёр).
С 1966 по 1997 годы работала в Москонцерте. Пик популярности певицы пришёлся на конец 1960-х — 1970-е годы. Суворова обращалась к песням лирического и драматического звучания. В репертуаре также шуточные народные песни. Певица много гастролировала по стране и за рубежом, была участником многих фестивалей и конкурсов. В 1980 году на время отказалась от сольной карьеры и работала с ансамблем «Москвички». В 1997 году Всемирный русский канал снял о Маргарите Суворовой 62-минутный фильм «Сюжеты к будущему фильму».
В 1986 году, после фестиваля в Брюсселе «Декада российского искусства и литературы», была приглашена работать в оперный театр.
В конце 80-х на экраны ЦТ вышел музыкальный фильм с песнями Маргариты.
В 1990 году всесоюзный успех имела песня «Здравствуй, милый», которая вывела  певицу на второй виток популярности.
Выступала на радио в программе «Доброе утро» и в передачах о народной музыке; на телевидении принимала участие в программах: «Утренняя почта», «Москвичка» и «Служу Советскому Союзу».
В середине 1990-х годов певица перенесла тяжёлую операцию на сердце.
В 2008 году в серии «Золотая коллекция ретро» вышел двойной альбом (CD), состоящий из лучших песен певицы, записанных на протяжении всего творческого пути. А также в серии «Имена на все времена» – сборник лучших песен «Якутяночка».
Скончалась на 76-м году жизни 16 июля 2014 года в результате двух перенесённых инсультов, в Москве.
19 июля состоялась гражданская панихида, прощание и отпевание Маргариты Николаевны Суворовой. Похоронена на Преображенском кладбище в Москве (8 уч.), рядом со своим мужем (известным музыкантом) — Михаилом Зиминым.

## Звания и награды
- Лауреат Всероссийского конкурса артистов эстрады (1960);
- Народная артистка Удмуртской АССР (1974);
- Заслуженная артистка Якутской АССР (1980);
- Заслуженная артистка РСФСР (1983);
- Народная артистка России (2001).